# Guéreins
Guéreins ist eine französische Gemeinde mit 1503 Einwohnern (Stand 1. Januar 2022) im Département Ain in der Region Auvergne-Rhône-Alpes. Sie gehört zum Kanton Châtillon-sur-Chalaronne im Arrondissement Bourg-en-Bresse.

## Geographie

### Lage
Guéreins liegt auf 183 m, etwa 36 Kilometer westsüdwestlich der Präfektur Bourg-en-Bresse, 39 Kilometer nördlich der Stadt Lyon und 22 Kilometer Luftlinie südlich der Stadt Mâcon. Das Dorf erstreckt sich am Ufer der Saône am Westrand des Départements Ain, in der Landschaft und historischen Provinz Dombes.

### Topographie
Die Fläche des 4,51 km² großen Gemeindegebiets umfasst einen Abschnitt im Tal der Saône, die hier den Bresse-Saône-Graben in Nord-Süd-Richtung durchfließt. Entlang der Flussmitte verläuft die westliche Gemeindegrenze. Vom Flusspegel auf 169 m steigt die Uferlandschaft nach Osten hin leicht an, dieser Anstieg wird jedoch von dem Kerbtal eines kleinen Zuflusses, der Calonne, in zwei Hälften geteilt. Auf der Nordhälfte ist der Anstieg steiler und erreicht bei 232 m den höchsten Punkt der Gemeinde im Nordosten. Die südliche Anhöhe geht bis auf etwa 200 m. Der Gemeindeboden wird mit fast 54 % größtenteils landwirtschaftlich genutzt. Die Bebauung hauptsächlich mit Einfamilienhäusern nimmt 29 % ein gefolgt von Waldstücken (7 %) vor allem an der Calonne.

### Nachbargemeinden
Umgeben ist Guéreins von Taponas im Norden, Genouilleux und Peyzieux-sur-Saône im Nordosten, Montceaux und Montmerle-sur-Saône im Süden sowie Belleville-en-Beaujolais im Westen.

### Gemeindegliederung
Der historische Ortskern von Guéreins gruppiert sich um die Überquerung der Calonne. Das Dort hat sich nördlich und südlich ausgedehnt und umfasst die Siedlungen:
- Charme (225 m) auf der Anhöhe im Nordosten,
- La Guillotière (177 m) südlich des Ortskerns,
- La Croisée (179 m) an der Abzweigung nach Belleville.

## Geschichte
Im Mittelalter im Jahr 1285 wurde Guéreins zum ersten Mal als Standort einer Kirche erwähnt (Parrochia de Guirrens). Im Lauf der Zeit wandelte sich die Schreibweise über Guierreins (1418), Guierrans (1498), Guerrins (1662) und Guereins (1850) zum heutigen Guéreins. Die Pfarrkirche war dem Erzbistum Lyon zugeordnet, die Kollatur wurde von der Abtei Saint-Pierre in Lyon ausgeübt, die in Guéreins noch vor 1245 ein Priorat hatte errichten lassen.
Guéreins war im Mittelalter ein Marktflecken in den Ländereien der Herrschaft Beaujeu rund um die Stadt Chalamont. Diese erweiterten ihren Besitz im 14. Jahrhundert und schufen dadurch das Fürstentum Dombes, das ab dem Jahr 1406 für mehrere Jahrhunderte unter der Oberhoheit der Bourbonen stand. Im 1596 wurde Guéreins als Lehen an die Herrschaft La Bâtie vergeben, die ihren Sitz im Château de la Bâtie auf der Grenze zwischen den heutigen Gemeinden Montceaux und Chaneins hatte. Erst 1762 gelangte Guéreins zusammen mit dem restlichen Fürstentum Dombes an Frankreich.
In der Verwaltungsgliederung nach der Französischen Revolution war Guéreins zunächst dem Arrondissement Trévoux und nach dessen Auflösung 1926 dem Arrondissement Bourg-en-Bresse zugeteilt. Auf der Wahlkreisebene gehörte Guéreins von 1801 bis 2015 zum Kanton Thoissey, seit dessen Auflösung ist Guéreins dem Kanton Châtillon-sur-Chalaronne zugeordnet.
Von 1897 bis 1936 führte die Überlandstraßenbahn Trévoux–Jassans als Teil der Tramways de l’Ain durch Guéreins und bediente einen Haltepunkt.

### Bevölkerungsentwicklung
| Jahr                       | 1962 | 1968 | 1975 | 1982 | 1990 | 1999 | 2011 | 2021 |
| Einwohner                  | 559  | 535  | 589  | 776  | 995  | 1065 | 1341 | 1495 |
| Quellen: Cassini und INSEE |      |      |      |      |      |      |      |      |

Mit 1503 Einwohnern (Stand 1. Januar 2022) gehört Guéreins zu den kleineren Gemeinden des Départements Ain. Im 19. Jahrhundert schwankte die Einwohnerzahl zwischen 422 und dem Höchststand von 938 Einwohnern, der 1851 verzeichnet wurde. Danach setzte eine Bevölkerungsabnahme ein, die bis zur Mitte des 20. Jahrhunderts anhielt. Seit den 1980er Jahren wird eine Bevölkerungszunahme verzeichnet. Die Ortsbewohner von Guéreins heißen auf Französisch Guerinois(es).

## Gemeindepartnerschaft
Guéreins unterhält seit 1993 eine Partnerschaft mit der Schweizer Gemeinde Bottens.

## Wirtschaft und Infrastruktur
Guéreins war bis weit ins 20. Jahrhundert hinein ein vorwiegend durch die Landwirtschaft geprägtes Dorf, bedingt durch die kleine Gemeindefläche sind heute jedoch nur noch wenige Betriebe aktiv. Daneben gibt es verschiedene Betriebe des lokalen Kleingewerbes. Mittlerweile hat sich das Dorf auch zu einer Wohngemeinde entwickelt, deren Erwerbstätige als Wegpendler in den größeren Ortschaften der Umgebung und vor allem im Nachbardépartement Rhône ihrer Arbeit nachgehen.
Die Ortschaft liegt an der Route nationale 433, die über mehrere Départements hinweg die Dörfer am östlichen Saôneufer verbindet, jedoch heute keine Bedeutung mehr als regionale Durchgangsstraße hat. Im Süden der Gemeinde gibt es Abzweigungen nach Montceaux und über die Saône nach Belleville, diese Brückenverbindung stellt mit 16.000 Fahrzeugen pro Tag inzwischen eine wichtige Verbindung für Pendler dar. Der nächste Autobahnanschluss an die Autoroute A6 befindet sich in vier Kilometer Entfernung in Belleville. Dort steht auch der nächstgelegene Bahnhof an der Bahnstrecke Paris–Marseille. Nächster Flughafen in der Region ist der rund 60 Kilometer entfernt liegende Flughafen Lyon Saint-Exupéry.

### Bildung
In Guéreins befindet sich eine private école primaire, eine Grundschule mit eingegliederter Vorschule.

## Sehenswürdigkeiten

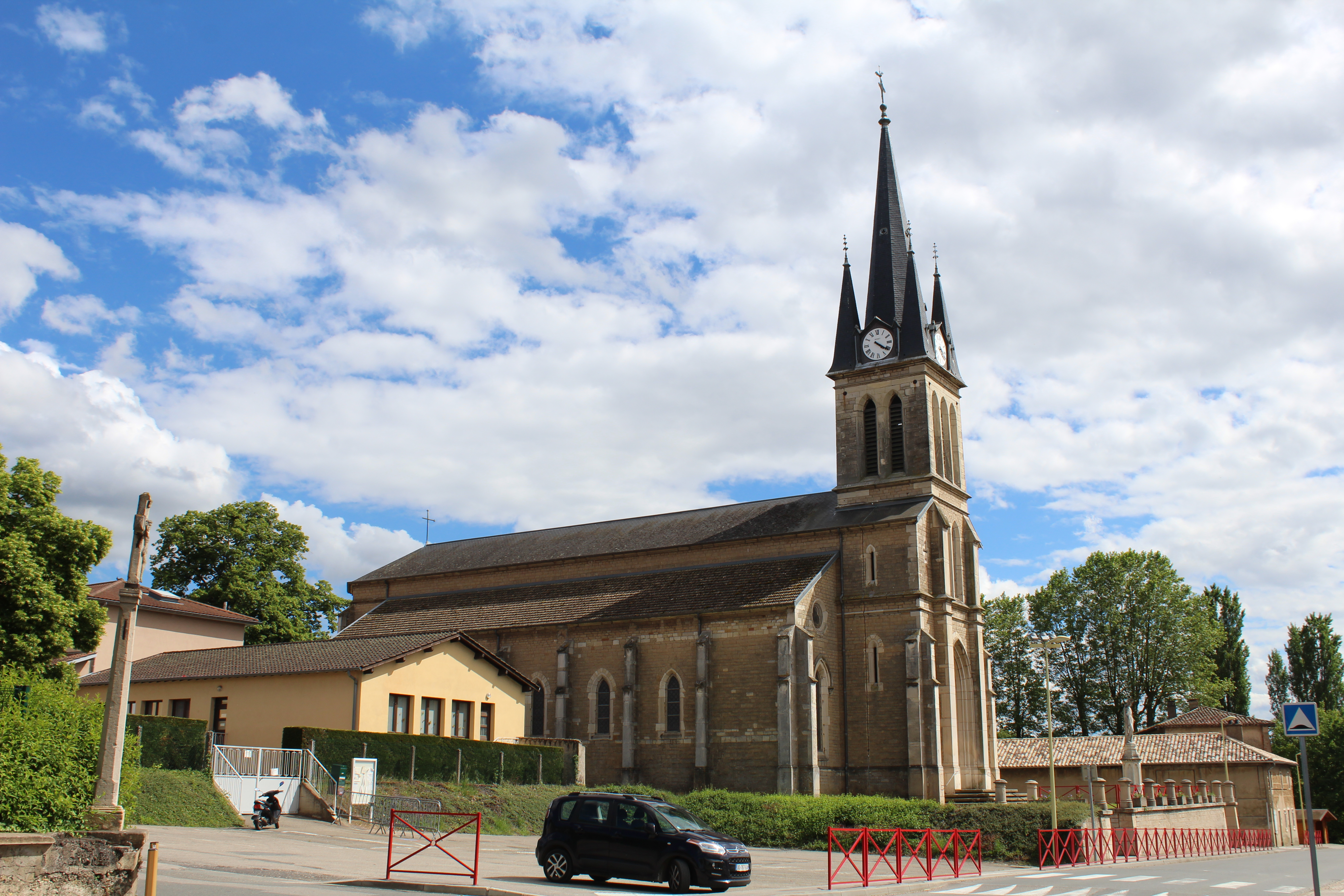
Kirche Saint-Marcellin

- Die Dorfkirche Saint-Marcelin stammt aus dem Jahr 1851 und ersetzte eine romanische Kirche aus dem Hochmittelalter.
- Die ehemalige Poststation aus dem 17. und 19. Jahrhundert ist als monument historique eingeschrieben.[10]
- Das Château des Charmes ist ein Landhaus aus dem 19. Jahrhundert.
- Die Sâonebrücke nach Belleville ist eine Fachwerkbrücke aus den Jahren 1904 bis 1906.[9] Sie wurde nach dem Einsturz einer einspurigen Vorgängerbrücke aus dem Jahr 1832 an derselben Stelle errichtet.